# Rolls-Royce Tay
El Rolls-Royce RB.183 Tay es un motor turbofán, desarrollado del RB.163 Spey, y utilizando componentes reducidos de baja presión del RB.211 para producir versiones con un índice de derivación de 3,1:1 o mejores. El motor fue puesto en marcha por primera vez en 1984. La familia Tay es utilizada en un buen número de aerolíneas y grandes aviones ejecutivos, incluyendo el Gulfstream IV, Fokker 70 y Fokker 100, con una versión posterior utilizada para remotorizar al Boeing 727-100.

## Variantes

### Tay 611-8
Inicialmente denominado 610-8, todos los motores de prueba a excepción de uno, se han convertido en 611-8. La variante más nueva es la 611-8C que cuenta con una caja de transmisión de alta presión mejorada, montando álabes de turbina HP1, el ventilador más grande del 650-15, conducto de derivación estructural y FADEC.
Todos los Tays consisten de un ventilador de titanio de veintidós álabes, compresor de presión intermedia de tres etapas, compresor de alta presión de doce etapas, turbina de alta presión de dos etapas y turbina de baja presión de tres etapas. 
Empuje: 61,6 kN (6287 kgf)
Avión: El Tay 611 entró en servicio en 1987 en el Gulfstream IV/IV-SP, para el que es el único avión disponible.

### Tay 620-15
El 620-15 es internamente idéntico al 611-8 y externamente similar al 650-15.
Empuje: 61,6 kN (6287 kgf)
Avión: Fokker 70 desde el 1994, Fokker 100 desde el 1988

### Tay 650-15
Empuje: 67 kN (6855 kgf)
Avión: Originalmente diseñado para el BAC One-Eleven (del 650-14, sólo se fabricaron dos, que se han convertido desde entonces en 650-15.), el 650-15 entró en servicio en el Fokker 100 en 1989.

### Tay 651-54
El 651-54 es internamente idéntico al 650-15. El empuje se incrementó con sólo modificar el contabilizador de flujo de combustible.
Empuje: 68,5 kN (6991 kgf)
Avión: Boeing 727-100 desde el 1992. La conversión de tres JT8D-7 a tres Tay 651-54 fue efectuada por la ahora desaparecida Dee Howard Aircraft Maintenance Company en San Antonio, Texas, para United Parcel Service. Sólo un 727 fue convertido, volando en Australia para un casino.

## Especificaciones (Tay 620-15)
Datos:
- Tipo: Turbofán de doble eje
- Longitud: 2405,4 mm
- Diámetro: 1117,6 mm
- Peso: 1501,4 kg
- Índice de derivación: 3,04
- Compresor: Ventilador de una etapa más compresor de baja presión de tres etapas y compresor de alta presión de doce etapas
- Combustión: 10 cámaras de combustión canulares
- Turbina: turbina de alta presión de dos etapas, y turbina de alta presión tres etapas
- Empuje: 61,6 kN (6287 kgf)
- Temperatura de entrada de la turbina: 735 °C (máximo continuo)
- Empuje/peso: 4,2

## Motores similares
- Rolls-Royce BR700
- General Electric CF34
- Pratt & Whitney PW6000
- Motor Sich D-436
- ZMKB Ivchenko Lotarev Progress D436
- PowerJet SaM146